# Cung Thành, Quế Lâm
Huyện tự trị dân tộc Dao Cung Thành (chữ Hán giản thể: 恭城瑶族自治县, bính âm: Gōngchéng Yáozú Zìzhìxiàn, âm Hán Việt: Cung Thành Dao tộc Tự trị huyện) là một huyện dân tộc tự trị thuộc địa cấp thị Quế Lâm, khu tự trị dân tộc Choang Quảng Tây, Cộng hòa Nhân dân Trung Hoa. Huyện Cung Thành nằm ở đông bắc của Quảng Tây, có diện tích 2.149 km², dân số năm 2002 là 280.000 người. Mã số bưu chính 542500, huyện lỵ tại trấn Cung Thành.

## Phân chia hành chính
Về mặt hành chính, huyện Cung Thành được chia thành 4 trấn, 5 hương.
- Trấn: Cung Thành, Liên Hoa, Gia Hội, Lật Mộc.
- Hương: Tam Giang, Bình An, Tây Lĩnh, Long Hổ, Quan Âm.